# Nemum megastachyum
Nemum megastachyum är en halvgräsart som först beskrevs av Henri Chermezon, och fick sitt nu gällande namn av Jean Raynal. Nemum megastachyum ingår i släktet Nemum och familjen halvgräs. Inga underarter finns listade i Catalogue of Life.